# Bradaz
Bradaz was een Nederlandse multiculturele komedieserie. De serie liep drie seizoenen en werd tussen 2001 en 2002 uitgezonden door de NPS.

## Rolverdeling
- John Wijdenbosch als Ferdinand 'Ferdi' Wolter
- Winston Rodriguez als Virgil 'Vurry' Wolter
- Miranda Bergen als Angela
- Jetty Mathurin als Martha
- Paul van Soest als Steef
- Adigun Arnaud als Ro
- Mohammed Azaay als Mo